# T-Mobile球場
T-Mobile球場（英語：T-Mobile Park），是一座位於美國華盛頓州西雅圖的棒球場，1995年，華盛頓州議會同意以公眾經費來興建這個球場，用來取代之前的國王巨蛋棒球場，1999年落成啟用時稱為塞菲科球場（Safeco Field），2018年塞費柯保險的冠名合約到期不續約，改由電信公司T-Mobile接手2019年至2043年之球場冠名權。T-Mobile球場由美國職棒大聯盟（MLB）負責營運，為西雅圖水手的主場，具有可移動屋頂，座位數為47,574個座位。